# Строец (Опольское воеводство)
Стро́ец (пол. Strojec) — село в Польше в гмине Прашка Олесненского повета Опольского воеводства.

## География
Село находится в 4 км от административного центра гмины города Прашка, 19 км от административного центра повета города Олесно и 58 км от центра воеводства Ополе. Возле села проходит дорога № 42.

## История
Первое упоминание о селе относятся к 1236 году. С 1411 года Строец находился в частной собственности. Последними владельцами села был шляхетский род Потоцких.
С XIV века около села начали добывали железную руду. В XVI веке возле села были основаны несколько шахт, которые действовали до конца XIX века. На основе этих шах здесь был построен металлургический завод. Добыча железной руды и выплавка железа были возобновлены во время Первой мировой войны.
До 1870 года Строец был административным центром одноимённой гмины.
В 1975—1998 годах село входило в Ченстоховское воеводство.

## Достопримечательности
- В окрестностях села находится памятник, посвящённый гибели в 1882 году Станислава Яна Потоцкого.